# الکس روولتا
الکس روولتا (انگلیسی: Álex Revuelta؛ زادهٔ ۱۶ آوریل ۲۰۰۰) بازیکن فوتبال اهل اسپانیا است که در پست هافبک میانی برای باشگاه پنتا ایندیپندنت بازی می‌کند.